# Bertram von Rentelen

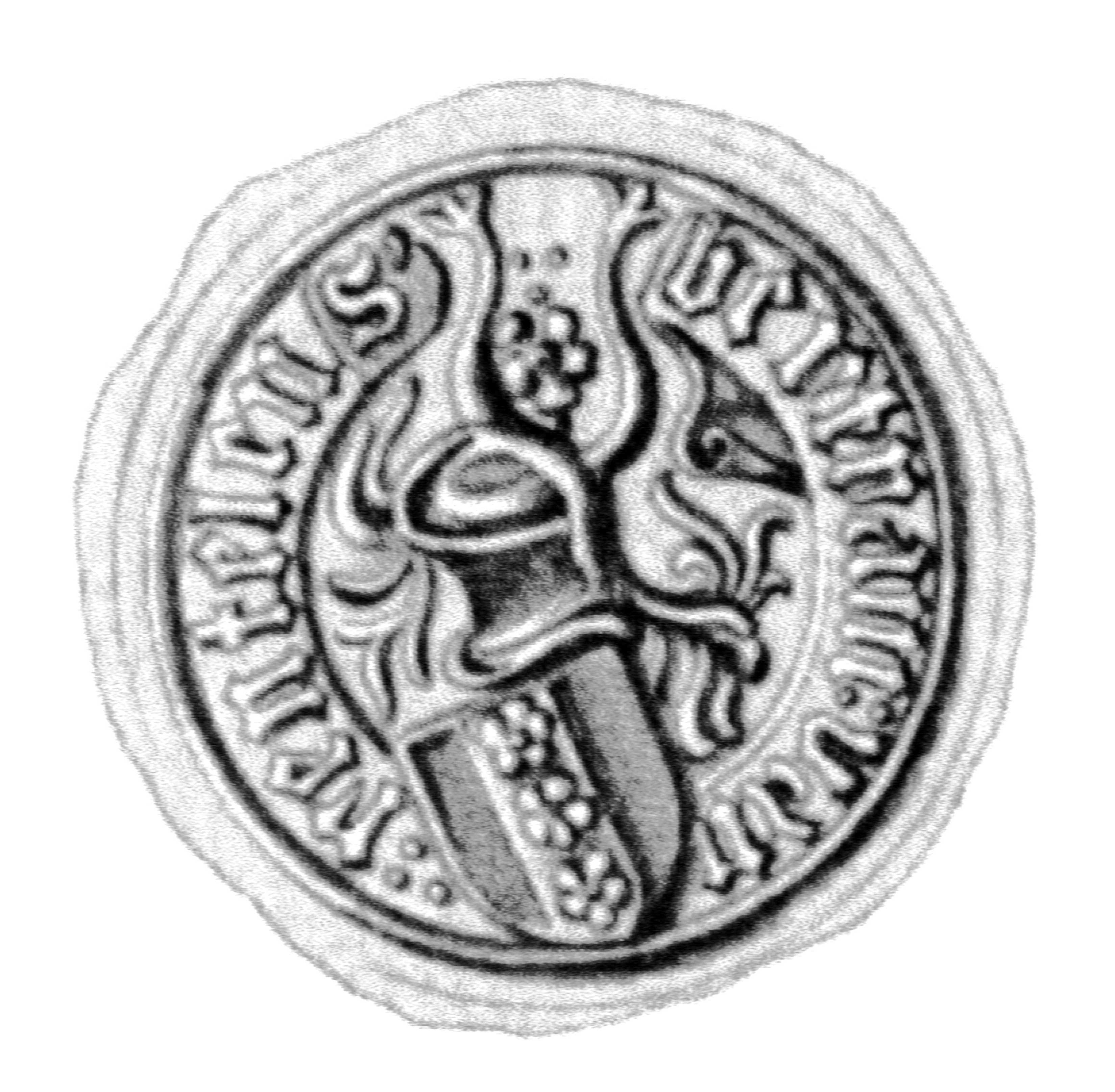
Siegel des Bertram von Rentelen

Bertram von Rentelen (* in Lübeck; † 1488 ebenda) war Lübecker Ratsherr.

## Leben
Bertram von Rentelen war Sohn des Lübecker Bürgers Johann von Rentelen. Er vertrat die Stadt zunächst 1461 bis 1468 als Hauptmann auf Fehmarn. Seit 1472 war er Mitglied der patrizischen Zirkelgesellschaft. 1477 wurde er in den Rat der Stadt erwählt. Er bewohnte in Lübeck das Haus Breite Straße 27 und war mit Margaretha geb. von Herike verheiratet. Der Ratsherr Eberhard von Rentelen war sein Sohn.